# La La Lucille
La La Lucille è un film muto del 1920 interpretato e diretto da Eddie Lyons e Lee Moran. Prodotto e distribuito dalla Universal Film Manufacturing Company, aveva tra gli altri interpreti Anne Cornwall, Gladys Walton, Fred Gamble.

## Produzione
Il film fu prodotto dall'Universal Film Manufacturing Company (come Star Comedies).

## Distribuzione
Distribuito dall'Universal Film Manufacturing Company, il film - presentato da Carl Laemmle - uscì nelle sale cinematografiche statunitensi il 19 luglio 1920.